# Calliprobola speciosa
Calliprobola speciosa là một loài ruồi trong họ Ruồi giả ong (Syrphidae). Loài này được Rossi mô tả khoa học đầu tiên năm 1790. Calliprobola speciosa phân bố ở vùng Cổ Bắc giới